# Mushti yuddha
Mushti yuddha é uma arte marcial desarmada originada em Varanasi (Benares), uma das cidades mais antigas do mundo e considerada a cidade mais sagrada do hinduísmo, situada no norte da Índia. O nome vem do sânscrito mushti (lit. punho, soco, pancada, batida) e yuddha (lit. luta, batalha, conflito). Semelhante aos estilos de kickboxing do sudeste asiático ele faz uso de socos, chutes, joelhadas e cotoveladas, embora socos tendem a dominar. Médicos afirmam esse estilo de ser uma arte completa para o desenvolvimento físico, mental e espiritual. Boxeadores endurecem suas mãos e pés através de socos e chutes em objetos duros como tijolos ou pedras, e quebram cocos como um teste de força. Algum treinamento de energia interna também é incorporado. Competições já foram realizadas regularmente em Varanasi, mas acabaram sendo proibidas por causa das lutas que muitas vezes irromperam entre os defensores dos boxeadores. Lutas ilegais continuaram a ser organizadas, mas tornaram-se raras a partir da década de 1960.